# Jelly d'Arányi
Jelly d’Arányi (Budapest, 30 maggio 1893 – Firenze, 30 marzo 1966) è stata una violinista ungherese naturalizzata inglese.

## Biografia
Jelly d’Arányi, (nome completo Jelly Arányi de Hunydvár; in ungherese: Hunydvári Arányi Jelly) fu una violinista, nipote di József Joachim e sorella della violinista Adila d'Arányi Fachiri. Iniziò gli studi con Heinrich Grünfeld, e in seguito con Jenő Hubay all’Accademia di Musica di Budapest. Dopo aver debuttato a Vienna nel 1909, intraprese subito l’attività di concertista spesso insieme alla sorella Adila. Allo scoppio della guerra nel 1914 le sorelle si trovarono in Inghilterra. Molti dei loro amici sostennero il loro stato precario e fecero in modo di farle prendere la cittadinanza britannica. D’Arányi fu un’interprete della musica classico-romantica, con una particolare affinità nei confronti di quella moderna, Negli anni Venti strinse amicizia e collaborazione con diversi compositori. Béla Bartók scrisse e dedicò alla d’Arányi le due Sonate per violino e pianoforte. Maurice Ravel scrisse per lei Tzigane. Ralph Vaughan Williams le dedicò il Concerto Academico. Gustav Holst scrisse per lei e la sorella iI Doppio Concerto. 
Come è riportato nella biografia The Sisters d'Aranyi, Jelly svolse un ruolo insolito nella riscoperta del Concerto opera postuma (1853) di Robert Schumann. In merito a questo Concerto si sono sovrapposte intricate vicende e a distanza di tanti anni non si sono ancora riusciti a separare i fatti reali dalle opinioni. Nel 1933 la d’Arányi e la sorella durante una serie di presunte sedute spiritiche avrebbero ricevuto informazioni sull’esistenza di questo Concerto del quale non avevano mai sentito parlare in precedenza. Dopo la scoperta dell’autografo e la sua pubblicazione d’Arányi rivendicò il diritto della prima esecuzione ma le autorità tedesche affidarono la prima esecuzione a Georg Kulenkampff (novembre 1937). Yehudi Menuhin nel frattempo prese parte alla prima americana (dicembre 1937) e la d’Arányi effettuò la prima londinese (febbraio 1938). Poco alla volta d’Arány, pur continuando a suonare in pubblico, fu messa in ombra dalle nuove generazioni di violinisti e negli anni successivi iniziò a diradare gradualmente la propria attività concertistica. Si ritirò a Firenze dove morì nel 1966 all’età di 72 anni.